# セバスティアン・フェルナンデス
セバスティアン・ブルーノ・フェルナンデス・ミグリエリーナ（Sebastián Bruno Fernández Miglierina, 1985年5月23日 - ）は、ウルグアイ・モンテビデオ出身のサッカー選手。ダヌービオFC所属。元ウルグアイ代表である。ポジションはフォワード。

## 経歴
2004年から2006年まで在籍したCSミラマール・ミシオネスでは89試合に出場して20得点した。2007年にデフェンソール・スポルティングに移籍し、アペルトゥーラ2007を制した。このシーズンには32試合に出場して15得点した。2008年、アルゼンチンのCAバンフィエルドに移籍した。
2006年5月24日、ルーマニア代表との親善試合でウルグアイ代表デビューした。2010 FIFAワールドカップ南米予選には1試合しか出場していないが、本大会に出場する23人に選出された。2010年10月12日の中国との親善試合で代表初得点を記録。

## 代表歴

### 出場大会
- ウルグアイ代表
  - 2010 FIFAワールドカップ

### 試合数
- 国際Aマッチ 14試合 2得点（2006年-2012年）[2]

| ウルグアイ代表 | 国際Aマッチ | 国際Aマッチ |
| 年             | 出場        | 得点        |
| -------------- | ----------- | ----------- |
| 2006           | 1           | 0           |
| 2007           | 0           | 0           |
| 2008           | 2           | 0           |
| 2009           | 2           | 0           |
| 2010           | 6           | 1           |
| 2011           | 2           | 1           |
| 2012           | 1           | 0           |
| 通算           | 14          | 2           |

## タイトル
デフェンソール・スポルティング
- プリメーラ・ディビシオン : 2007-08A

CAバンフィエルド
- プリメーラ・ディビシオン : 2009-10A

ナシオナル
- プリメーラ・ディビシオン : 2014-15